# Брюне, Мишель
Мишель Брюне (фр. Michel Brunet; род. 6 апреля 1940) — французский палеонтолог и профессор Коллеж де Франс. В 2001 году Брюне объявил об открытии в Центральной Африке (Республика Чад) черепа и челюсти, являющихся останками позднемиоценового гоминида, получившего имя Тумай. Эти останки предшествуют Люси, которой более трёх миллионов лет.

## Биография
Брюне родился в 1940 году в Манье (департамент Вьенна). Проведя свои первые годы в сельской местности, в 8 лет он вместе с семьей переехал в Версаль. Получил степень доктора философии в области палеонтологии в Сорбонне, а потом стал профессором палеонтологии позвоночных в университете Пуатье, со специализцией на копытных.

### Начало карьеры
Поворотный момент в карьере Брюне произошел тогда, когда он услышал, что палеоантрополог Дэвид Пилбим ищет ископаемых обезьян в Пакистане, предков гоминид. Это стимулировало Брюне сформировать со своим коллегой Эмилем Хайнцом команду с целью поиска вымерших обезьян на границе Пакистана с Афганистаном. Экспедиция была неудачной, никаких ископаемых обезьян не было найдено.
В 1980-х годах Брюне и Пилбим отправляются в Африку. Их главная идея была в том, чтобы проверить предположение Ива Коппенса, который утверждал, что гоминиды впервые появились в саваннах Восточной Африки. Главная идея двух палеонтологов заключалась в том, что берега озера Чад были особенно привлекательными и притягивали как магнит млекопитающих, в том числе, возможно, и гоминид. В 1984 году поиски началась в Камеруне, но девять проведенных там полевых сезонов завершились без каких-либо найденных гоминид.

## Исследования в Африке
Новая возможность заявить о себе у Брюне появилась тогда, когда правительство Чада дало ему разрешение на проведение исследований в Дьюбарской пустыне, которая из-за гражданской войны в Чаде уже давно была закрыта для иностранцев. Брюне оперативно сформировал французско-чадскую палеоантропологическую миссию (Mission Paléoanthropologique Franco-Tchadienne или MPFT), франко-чадский научный альянс объединил Университет Пуатье, Университет Нджамены и Национальный центр d’appui à la Recherche (CNAR).

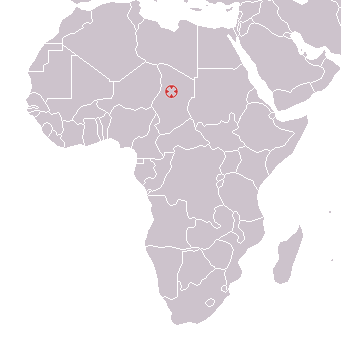
Местонахождение находки.

Территория зарекомендовала себя как место богатое на ископаемые остатки, и экспедиция, возглавляемая Брюне, собрала более 8000 из них, в том числе остатков гоминидов. 23 января 1995 было найдено челюсть возрасте 3,5 млн лет, якувин классифицировал как новый вид австралопитека — «Australopithecus bahrelghazali». Неофициально он назвал его Авель, как дань его умершему другу Абелю Брийянсо. Авель был первым ископаемым гоминидом, найденным в Западной Африке, радикальной трансформации приобрела дискуссия с раннего распределения гоминид, ведь пока это открытие не было совершено, то их находили в Южной и, особенно, в Восточной Африке.

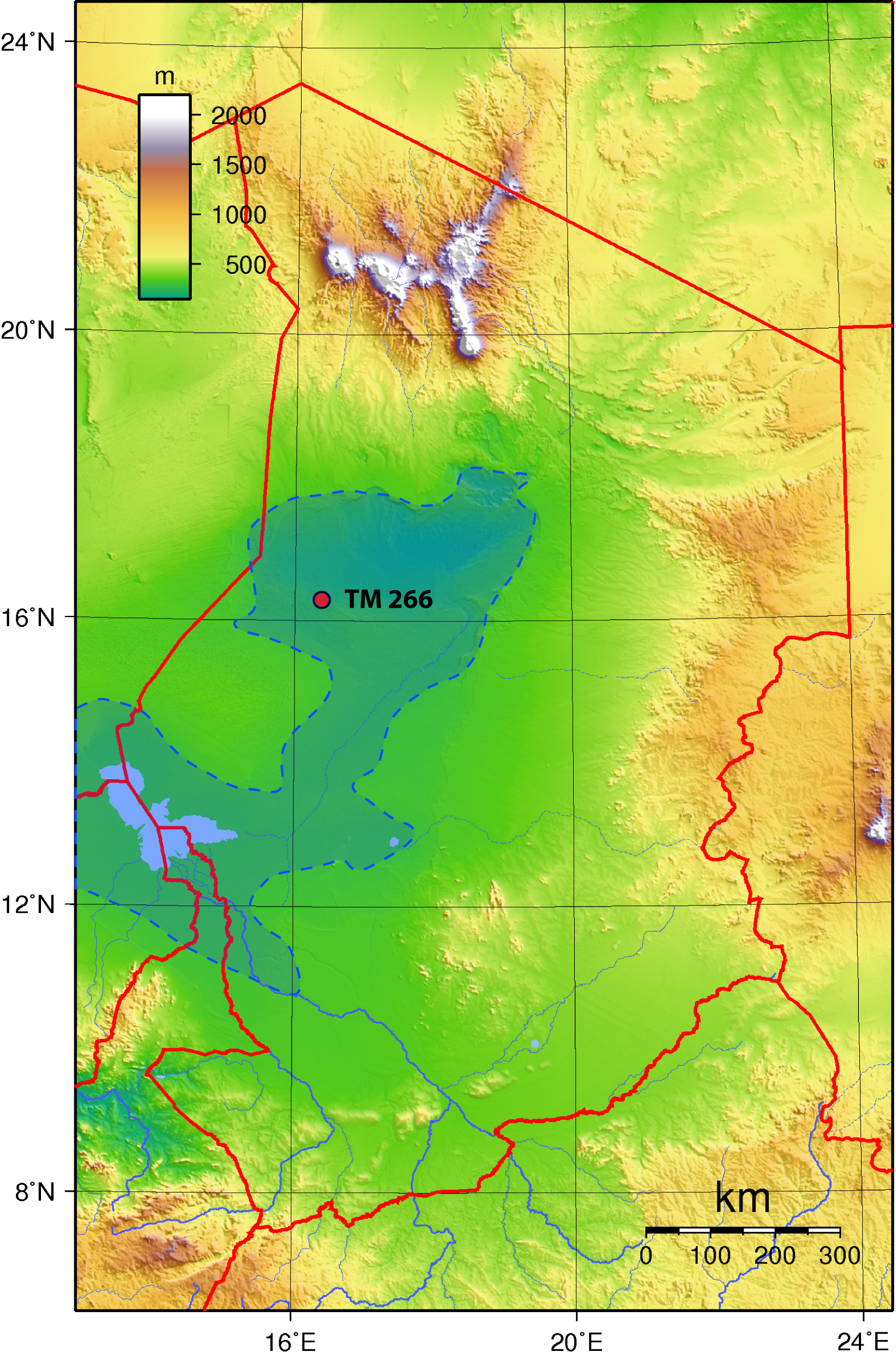
Подробная карта

В то время как многие говорили об этой находке, еще важнее была сделана командой Брюне. 19 июля 2001 года чадский студент миссии, Аунта Джимдумалбайе (Ahounta Djimdoumalbaye) открыл почти полный череп, возрастом от 6 до 7 миллионов лет, который был классифицирован Брюне как первый образец сахелантропа чадского (Sahelanthropus tchadensis). Брюне и другие, как Тим Уайт, глубоко убеждены, что это существо было гоминидом, хотя это отрицается его коллегой, Милфордом Вулпофом, который считает, что он был обезьяной. Другие эксперты, как Крис Стрингер, утверждают, что этот сахелантроп относится к эволюционной линии человека. Брюне утверждает, что дальнейшие раскопки раскрыли дополнительные остатки, которые ещё раз подтверждают, что сахелантроп был гоминидом, хотя его новые выводы также оспариваются некоторыми учеными.

### Всемирное признание
Открытие принесло Брюне мировое признание в области палеоантропологии и в 2003 году он был удостоен премии Дэна Дэвида, которую получают те, чьи достижения помогут лучше понять мир, или повлиять на это.